# François-Michel Ronsard
Pour les articles homonymes, voir Ronsard.

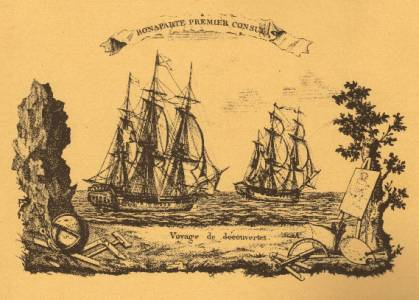
Le Géographe et Le Naturaliste

François-Michel Ronsard (né le 28 avril 1769 à Saint-Paul-le-Gaultier et mort le 31 août 1836 à Alençon) est un ingénieur-constructeur français qui participa au voyage vers les mers du Sud que commanda Nicolas Baudin entre 1800 et 1803.

## Biographie
L'officier de génie maritime Ronsard fait partie de l'état-major de la corvette Le Géographe durant le voyage d'exploration scientifique, auquel il participe au grade d'enseigne de vaisseau et pendant lequel il dessine plusieurs cartes. Il se bat en duel avec Alexandre Le Bas de Sainte Croix, son capitaine de frégate, après l'affaire de l'enseigne de vaisseau Picquet. Ronsard est du parti de Baudin et l'un des rares officiers à lui rester alors fidèles.
Il est nommé par Baudin, qui a entièrement confiance en lui, lieutenant de vaisseau le 27 octobre 1801 à Timor Baudin fait allusion dans sa lettre de nomination à certains officiers d'état-major qui sont « peu propres à la mission que je dois exécuter » et conseille à Ronsard d'être vigilant. Il devient donc de facto lieutenant de bord du Géographe avec Henri de Freycinet promu également. Les deux hommes ne s'entendent pas, chacun se disputant la place de premier lieutenant auprès de Baudin. Mais à la seconde relâche de Timor, les tensions s'accroissant, Baudin, déjà fortement malade, fait - de manière déconcertante - appel au vote de l'équipage pour les départager. Freycinet est choisi par l'équipage comme second de Baudin. 
Son nom a été donné au cap australien appelé cap Ronsard.